# العلاقات اليونانية الغرينادية
العلاقات اليونانية الغرينادية هي العلاقات الثنائية التي تجمع بين اليونان وغرينادا.

## مقارنة بين البلدين
هذه مقارنة عامة ومرجعية للدولتين:
| وجه المقارنة                                              | اليونان                                                                             | غرينادا                                |
| --------------------------------------------------------- | ----------------------------------------------------------------------------------- | -------------------------------------- |
| المساحة (كم2)                                             | 131.96 ألف                                                                          | 348                                    |
| عدد السكان (نسمة)                                         | 10.76 مليون                                                                         | 107.83 ألف                             |
| الكثافة السكانية (ن./كم²)                                 | 81.54                                                                               | 30.99 ألف                              |
| العاصمة                                                   | أثينا، نافبليو                                                                      | سانت جورجز                             |
| اللغة الرسمية                                             | لغة يونانية، اليونانية الديموطيقية ‏                                                 | لغة إنجليزية، إنكليزية غرنادة المولدة ‏ |
| العملة                                                    | يورو، دراخما، فينيكس يوناني ‏                                                        | دولار شرق الكاريبي                     |
| الناتج المحلي الإجمالي (بليون دولار)                      | 200.29 مليار                                                                        | 1.12 مليار                             |
| الناتج المحلي الإجمالي (تعادل القوة الشرائية) بليون دولار | 285.45 مليار                                                                        | 1.45 مليار                             |
| الناتج المحلي الإجمالي الاسمي للفرد دولار أمريكي          | 18.00 ألف                                                                           | 9.21 ألف                               |
| الناتج المحلي الإجمالي للفرد دولار أمريكي                 | 26.85 ألف                                                                           | 12.43 ألف                              |
| مؤشر التنمية البشرية                                      | 0.865                                                                               | 0.750                                  |
| رمز المكالمات الدولي                                      | +30                                                                                 | +1473                                  |
| رمز الإنترنت                                              | .gr                                                                                 | .gd                                    |
| المنطقة الزمنية                                           | توقيت شرق أوروبا، ت ع م+02:00، ت ع م+03:00، توقيت شرق أوروبا الصيفي ‏، أوروبا/أثينا ‏ | 00                                     |

## منظمات دولية مشتركة
يشترك البلدان في عضوية مجموعة من المنظمات الدولية، منها:
| علم المنظمة | اسم المنظمة                               | تاريخ انضمام اليونان | تاريخ انضمام غرينادا |
| ----------- | ----------------------------------------- | -------------------- | -------------------- |
|             | الاتحاد البريدي العالمي                   | ?                    | ?                    |
|             | يونسكو                                    | 4 نوفمبر 1946        | 17 فبراير 1975       |
|             | البنك الدولي للإنشاء والتعمير             | 27 ديسمبر 1945       | 27 أغسطس 1975        |
|             | منظمة التجارة العالمية                    | 1995                 | ?                    |
|             | وكالة ضمان الاستثمار متعدد الأطراف        | 30 أغسطس 1993        | 12 أبريل 1988        |
|             | الاتحاد الدولي للاتصالات                  | 1866                 | 17 نوفمبر 1981       |
|             | منظمة الشرطة الجنائية الدولية             | ?                    | ?                    |
|             | مؤسسة التمويل الدولية                     | 26 سبتمبر 1957       | 28 أغسطس 1975        |
|             | الأمم المتحدة                             | 25 أكتوبر 1945       | 17 سبتمبر 1974       |
|             | مؤسسة التنمية الدولية                     | 9 يناير 1962         | 28 أغسطس 1975        |
|             | منظمة حظر الأسلحة الكيميائية              | ?                    | ?                    |
|             | المركز الدولي لتسوية المنازعات الاستشارية | 21 مايو 1969         | 23 يونيو 1991        |

## وصلات خارجية
- موقع وزارة الخارجية اليونانية